# フェナコドゥス
フェナコドゥス（学名：Phenacodus）は、後期暁新世から始新世中期の約5,780万年前から5,200万年前に生息した絶滅した哺乳類の属。顆節目フェナコドゥス科（メニスコテリウム科とも）。最初期の有蹄哺乳類のうちのひとつ。奇蹄類の祖先、あるいは祖先に近縁の生物であるといわれる。

## 特徴

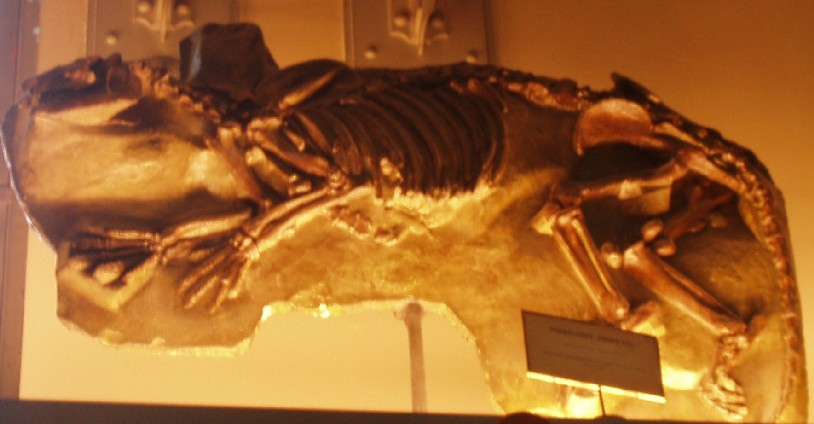
フェナコドゥス化石

体長約1.2 - 1.7メートル程とヒツジ程の大きさ。軽快な身体の作りであり、比較的小さな頭部と弓なりになった脊柱、やや短い頑丈な四肢と長い尾を持っていた。
四肢は尺骨と橈骨、脛骨と腓骨が各々独立しており、前後とも肢端を回すことができた。森林や湿地帯の柔らかい地面の上を歩くのに適した形態であったと思われる。四肢の先には哺乳類の基本形である五本の指があり、その先には小さな蹄（あるいは先のとがっていない鉤爪）が付いていた。このうち中指が特に大きくなっており、これとその両脇の指の3本で体重のほとんどを支えていた。これは、奇蹄類などに似た特徴である。

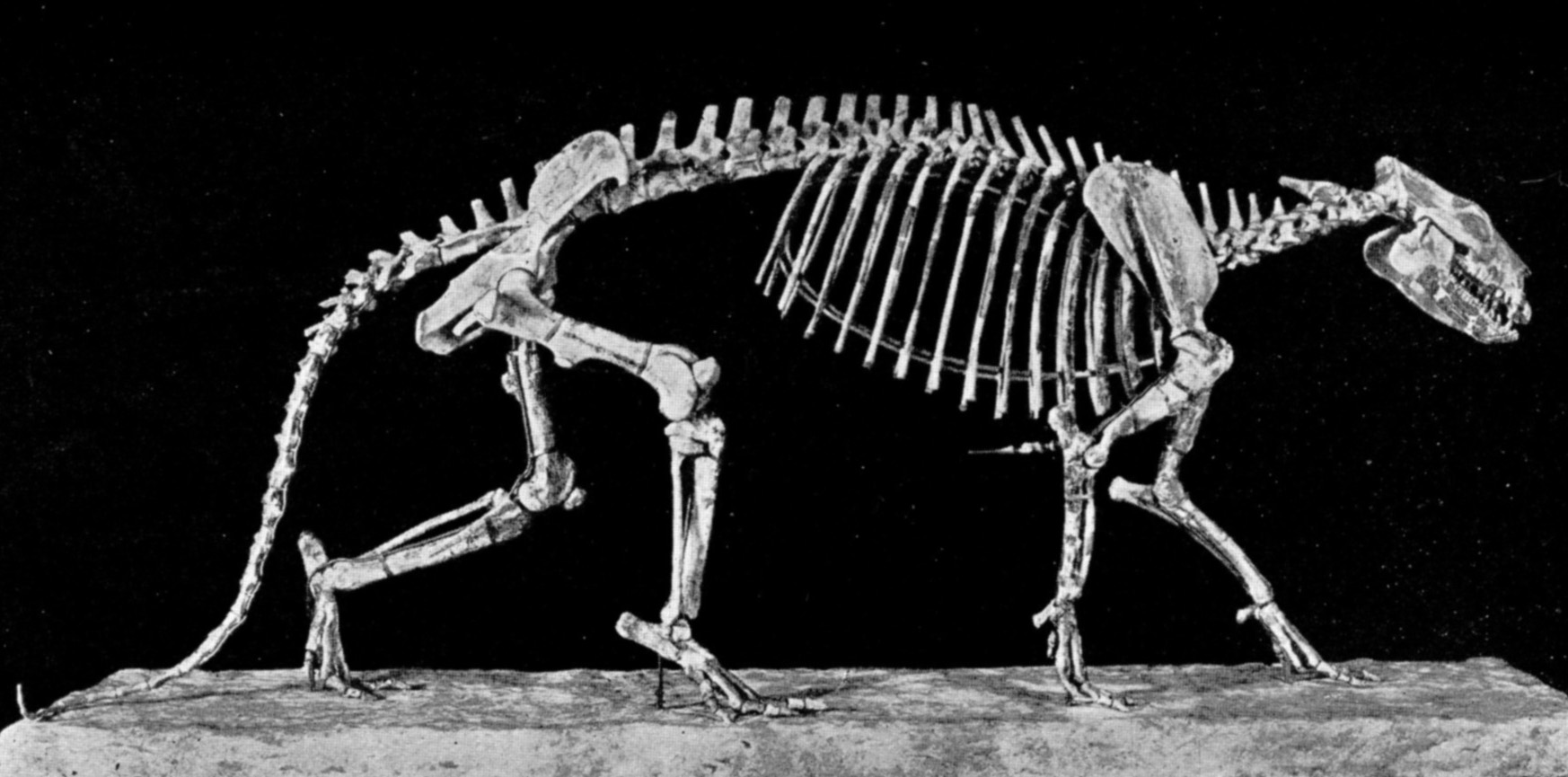
組み立てられたフェナコドゥス骨格。

頭部は後の有蹄動物に比べると小さく、脳函部も大きくなかった。また、歯は44本と真獣類の基本形態を留めたままであった。各々の歯はそれほど特殊化しておらず、臼歯の歯冠も短かった。食性は主に草食であったにせよ、時としては肉食や昆虫食などをしていた可能性がある。

## 分布
北アメリカ及び南アメリカ、ヨーロッパから化石が出土。森林などで暮らしたといわれる。